# Liste der Einträge im National Register of Historic Places im Wood County (Texas)
Die Liste der Registered Historic Places im Wood County führt alle Bauwerke und historischen Stätten im texanischen Wood County auf, die in das National Register of Historic Places aufgenommen wurden.

## Aktuelle Einträge
| Lfd. Nr. | Name                               | Bild | Datum der Eintragung | Adresse/Lage                                                     | Ort         | ID-Nr.   | Beschreibung |
| -------- | ---------------------------------- | ---- | -------------------- | ---------------------------------------------------------------- | ----------- | -------- | ------------ |
| 1        | Florence Robinson Cottage          |      | 5. Mai 2000          | Washington Place at Emma B. Smith Blvd., Jarvis Christian Colleg | Hawkins     | 00000453 |              |
| 2        | George W. Haines Site              |      | 10. Mai 1990         | Address Restricted                                               | Hainesville | 90000764 |              |
| 3        | Howard L. and Vivian W. Lott House |      | 9. Okt. 1998         | 311 E. Kilpatrick St.                                            | Mineola     | 98001185 |              |
| 4        | Howle Site                         |      | 13. Apr. 1977        | Address Restricted                                               | Quitman     | 77001482 |              |
| 5        | Joseph and Martha Moody Farmstead  |      | 10. Mai 1990         | Address Restricted                                               | Hainesville | 90000765 |              |
| 6        | Ned Moody Site                     |      | 4. Mai 1990          | Address Restricted                                               | Hainesville | 90000724 |              |
| 7        | Osborn Site                        |      | 15. Dez. 1976        | Address Restricted                                               | Quitman     | 76002086 |              |
| 8        | Sadler Site                        |      | 13. Apr. 1977        | Address Restricted                                               | Alba        | 77001481 |              |